# Célestin Lainé
Célestin Lainé (Pseudonyme: Ab Arzel, Allbrogat, An Henaff, Neven Henaff, CL Kerjean, Riwallon Urien; * 1908 in Nantes; † 1983) war ein militanter bretonischer Nationalist, der während des Zweiten Weltkriegs mit den deutschen Besatzern zusammenarbeitete.

## Leben

### Bretonischer Autonomismus (1930–1939)

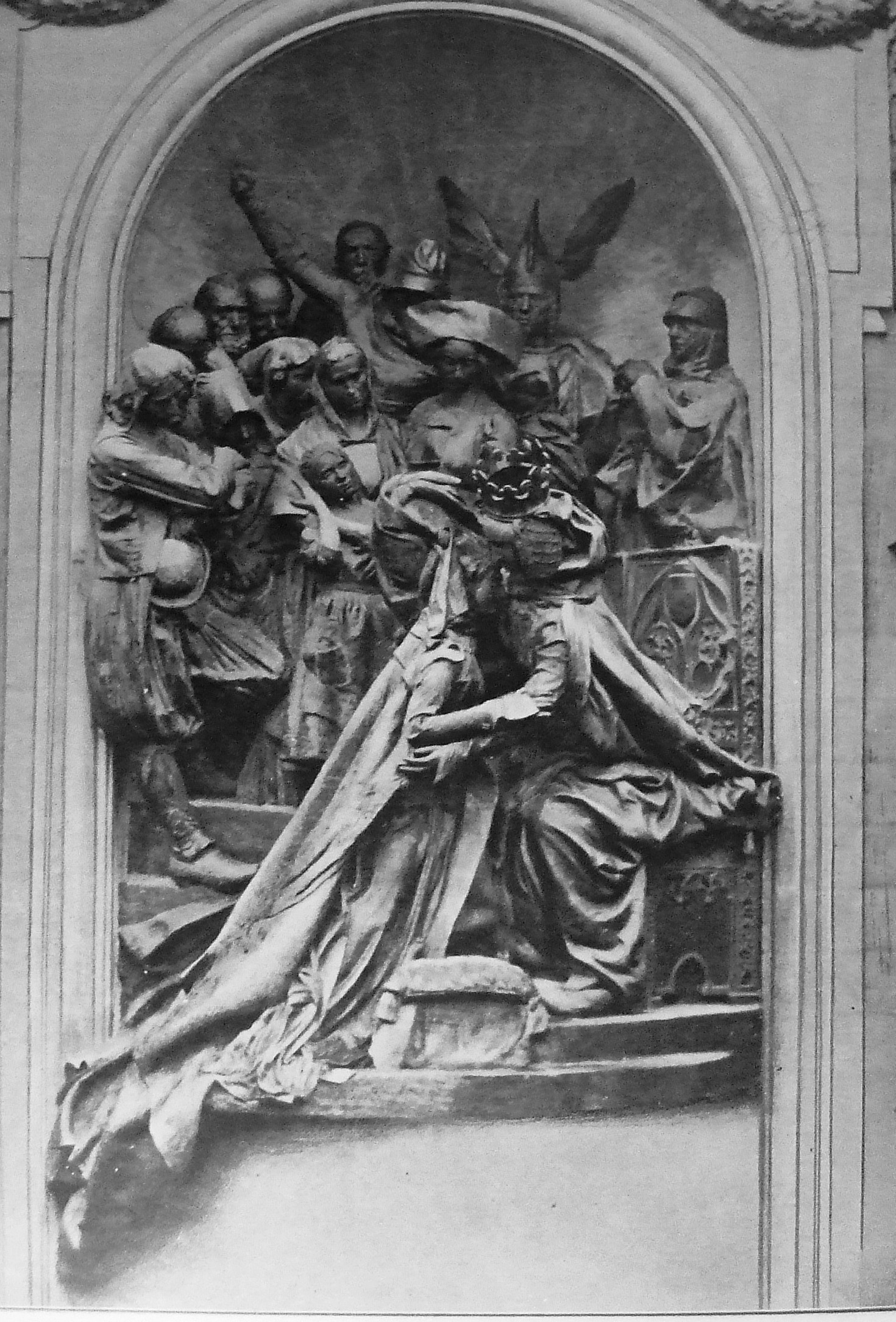
Denkmal der Angliederung der Bretagne an Frankreich, Hôtel de Ville in Rennes, das 1932 unter Beteiligung von Lainé zerstört wurde

Lainé ging in Ploudalmézeau, Département Finistère zur Schule und besuchte ab 1929 die École Centrale, wo er eine Ausbildung zum Chemieingenieur machte. Er wurde Reserveoffizier der Armee. Seit Beginn der 1930er Jahre trat Lainé zunehmend als bretonischer Nationalist auf. Er strebte eine bretonische Armee an, weil nur diese nach seiner Überzeugung die gewünschte nationale Unabhängigkeit der Bretagne gewährleisten würde.
Ende 1930 gründete Lainé zusammen mit Guillaume Berthou die Untergrundorganisation Gwenn-ha-Du („Weiß und Schwarz“, nach den bretonischen Nationalfarben), die nach dem Vorbild der irischen IRA die „Direkte Aktion“ suchte. Dieser Splittergruppe wurden zahlreiche Bombenattentate zugeschrieben, von denen eines 1932 das Denkmal der Angliederung der Bretagne an Frankreich am Rathausplatz von Rennes zerstörte. Als Sprengsatz soll eine von Lainé mit Nitroglycerin gefüllte Milchdose gedient haben.
1936 stellte Lainé aus einem Dutzend Gesinnungsgenossen den Kadervenn (auch Service Spécial genannt) zusammen, eine paramilitärische Truppe nach dem Vorbild der IRA. Die Gruppe hielt 1937 zunächst in den Monts d’Arrée, ab 1938 dann in den Landes de Lanvaux Rekrutenschulungen und Übungen ab.
Obwohl Lainé stets im Verdacht stand, der Anführer der Gwenn ha Du zu sein, konnte ihm dies von der Justiz nie nachgewiesen werden. Am 29. Juni 1938 kam es schließlich vor der Strafkammer des Gerichts in Rennes wegen einer Serie antifranzösischer Graffiti zu einem ersten Prozess der Dritten Französischen Republik gegen bretonische Autonomisten. Lainé, der unter den Angeklagten war, weigerte sich, den Richtern auf Französisch zu antworten. Er ließ von seinen Anwälten eine Erklärung verlesen, in der er für sich die strengste Bestrafung verlangte, um zum Märtyrer für die kommende bretonische Republik zu werden. Das Gericht verurteilte ihn schließlich zu einigen Monaten Haft.
1939 soll sich Lainé zeitweilig in Deutschland aufgehalten haben, wo ihm Unterstützung zugesagt wurde. In der Nacht vom 8. zum 9. August 1939 wurde mit dem Fischerboot Gwalarn eine Waffenladung an die bretonische Küste geschmuggelt, wo sie vom Service spéciale übernommen und dann vor den französischen Behörden versteckt wurde. Nach der Kriegserklärung wurde Lainé zur Armee eingezogen und Ende Oktober an der französischen Nordfront verhaftet. Weil er in einem Brief geschrieben hatte, dass die französische Armee gegen die deutsche Wehrmacht verlieren würde, wurde er von einem Militärgericht zu 4 Jahren Festungshaft verurteilt und in Clairvaux inhaftiert.

### Kollaboration (1940–1945)
Lainé wurde im Juni 1940 von deutschen Truppen aus der Haft befreit und benannte den Kadervenn in Lu Brezhon (Bretonische Armee) um. Anfang Juli 1940 war er neben Olier Mordrel und François Debauvais in Pontivy Gründungsmitglied des Comité National Breton (C.N.B.). Versuche Lainés, mit stillschweigender Duldung der deutschen Besatzungstruppen für den Lu Brezhon ein Standquartier zu requirieren, scheiterten sowohl in Pontivy als auch später in Gouézec, Département Finistère am handgreiflichen Widerstand der örtlichen Bevölkerung. Als er vom Führer der Parti national breton (PNB), Olier Mordrel wegen seiner eigenmächtigen Vorgehensweise zur Ordnung gerufen wurde, verweigerte Lainé den Gehorsam und wurde aus der Partei ausgeschlossen. Lainé zog sich zunächst zurück und begann mit seinen engsten Vertrauten heimlich Waffen und Sprengstoffe zu sammeln und den Lu Brezhon neu zu organisieren. 1941 wurde Lainé mit der militärischen Schulung der Mitglieder des Bagadou Stourm beauftragt, einer paramilitärischen Gruppe unter Führung des Bildhauers und bretonischen Nationalisten Yann Goulet, die auch den Ordnungsdienst für den PNB versah. Als Lainé zunehmend versuchte, selbst die Kontrolle über den Bagadou Stourm zu übernehmen, kam es 1942 zum Bruch mit Goulet und Raymond Delaporte, dem Nachfolger Mordrels. Da Lainé der abwartenden Politik unter Delaporte zunehmend ablehnend gegenüberstand, gründete er im November 1943 den Bezen Kadoudal, eine Freiwilligentruppe aus separatistischen Bretonen, die bereit waren in deutscher Uniform nicht nur gegen Frankreich, sondern auch gegen andere Feinde des Deutschen Reichs zu kämpfen. Die PNB unter Delaporte distanzierte sich von diesem Vorgehen.
Lainé benannte im Dezember 1943 den Bezen Kadoudal in Bezen Perrot um. Ende 1943 umfasste diese Gruppe (gelegentlich auch als Perrot-Miliz, Perrot-Gruppe, Der bretonische Waffenverband der SS oder Die bretonische SS bezeichnet) 66 Personen. Diese unterstanden dem Sicherheitsdienst des Reichsführers SS und bewachte die Dienstgebäude der Gestapo in Rennes und die dort Gefangenen. Der Bezen Perrot nahm aber auch an Aktionen gegen den Maquis in der Bretagne teil, insbesondere gegen Gruppen der FFI und der FTP und war an Folterungen Gefangener beteiligt. Mit Beginn der Invasion der Alliierten Anfang Juni 1944 kam es zunehmend zu Desertionen aus der Miliz. Ab 1. August sammelten sich die verbliebenen Mitglieder der Bezen in Rennes und machten sich zusammen mit einer Gruppe von Gestapo-Angehörigen und anderen bretonischen Nationalisten und Separatisten auf den Weg nach Osten. Unterwegs erschossen sie gefangengenommene Résistance-Mitglieder. Lainé erreichte mit den Überresten des Bezen Perrot über das Elsass im Oktober 1944 Oedsbach bei Oberkirch in Baden. Dort wurden den Männern SS-Dienstgrade und Dienstabzeichen verliehen, Lainé selbst wurde zum SS-Untersturmführer ernannt. Der Leiter der Leitstelle Südwest des Reichssicherheitshauptamtes (RSHA), Lainés alter Bekannter Hermann Bickler, versuchte die Gruppe für den Wiedereinsatz auf französischem Gebiet zu reaktivieren. In Anbetracht der ständig vorrückenden Alliierten zog sich diese aber schließlich nach Tübingen zurück. Von dort aus flüchteten Lainé und sein Führungsstab im April 1945 weiter nach Marburg, wo sie von Leo Weisgerber und Friedrich Hielscher mit einem Unterschlupf und gefälschten Papieren versorgt wurden.

### Exil in Irland (1946–1983)
Lainé lebte noch eine Zeitlang in Deutschland im Untergrund, bevor es ihm schließlich gelang, nach Irland zu entkommen. Vom 1944 in Rennes eingerichteten Cour de Justice wurde Lainé in Abwesenheit zum Tode verurteilt, was 1951 vom Tribunal Permanent des Forces Armées in Paris nochmals bestätigt wurde. Obwohl er von den französischen Geheimdiensten lange gesucht wurde, lebte er bis zu seinem Tod unbehelligt in der Republik Irland. Seinen testamentarischen Verfügungen entsprechend, wurde Lainés Asche 1988 von Veteranen des Bezen Perrot und jüngeren bretonischen Nationalisten auf dem Schlachtfeld von Saint-Aubin-du-Cormier, Département Ille-et-Vilaine verstreut. In der Endphase des Guerre folle war dort 1488 die bretonische Armee und ihre englischen, gascognischen, deutschen und spanischen Verbündeten der Armee des französischen Königs Karl VIII. unterlegen.

## Lainés politische Ideologie
Trotz großer Nähe zum deutschen Nationalsozialismus hatte Célestin Lainé doch auch sehr individuelle politische Ideen, die von romantischen Vorstellungen über das Keltentum und neuheidnischer Esoterik geprägt waren. Trotz seiner Rolle als hoher Priester der „keltischen Rasse“ konnte er jedoch durchaus auch eine kurzfristige Liebesbeziehung zu einer japanischen Studentin in Deutschland pflegen. Sein Handeln und seine Bündnisse waren im Vergleich zu dem Verhalten anderer bretonischer Nationalisten oft wenig durchdacht. Von seinen Anfängen an, beginnend mit dem Sprengstoffattentat auf das Denkmal der Angliederung der Bretagne an Frankreich in Rennes 1932, zeigte er eine Vorliebe für dramatische Aktionen und eine starke Neigung zur Anwendung von Gewalt. Seine extremen Positionen und seine Egozentrik brachten ihn seit 1940 innerhalb der PNB in eine Außenseiterposition.
Gegenüber Jean Pierre Le Mat nannte Lainé in den 1970er Jahren zwei Motive für sein Engagement auf Seiten der deutschen Besatzer: zum einen führte er seine heftigen anti-französischen Gefühle an, die ihn auch in den 1950er Jahren noch veranlassten hätten, die Việt Minh gegen Frankreich zu unterstützen. Zum anderen habe er durch seine Entscheidung eine tiefe Kluft zwischen Frankreich und der Bretagne schaffen wollen, einen historischen Präzedenzfall. Dazu habe es dieser unverzeihlichen Handlung bedurft.
Olier Mordrel, der Mitbegründer der Parti autonomiste breton schrieb über Lainé: « Er war ein seltsamer Mann, der Prophet einer keltischen Religion eigener Art, in der sich nordischer Rassismus mit Nietzsches Willen zur Macht verband, nicht ohne einen Hauch romantischen Druidentums.»

## Veröffentlichungen
Unter dem Namen C.L. Kerjean:
- Mentoniez: traité de géométrie en breton,. Gwalarn, Brest 1934.

Unter dem Namen Neven Henaff:
- George Ohsawa, Neven Henaff, Jacques de Langre: But I Love Fruits. George Ohsawa Macrobiotic, 1982, ISBN 0-916508-32-3. (makrobiotische Abhandlung)

unter dem Namen Célestin Lainé-Kerjean:
- Le Calendrier Celtique. Zeitschrift für Celtische Philologie (ZCP), Band 23 (1943), S. 249–284.[10]